# Satıköy
Satıköy (seit 2010 Satı) ist ein Dorf im Norden der Türkei in der Provinz Sinop, im Landkreis Türkeli am Schwarzen Meer. Satıköy liegt etwa 100 km westlich der Provinzhauptstadt Sinop. Das Dorf hat etwa 200 ständige Einwohner. Im Sommer steigt die Einwohnerzahl bis auf 500 an. Viele Einwohner und die Nachkommen leben im Ausland, ca. 90 %, vor allem in Istanbul, Deutschland und Österreich. Die Zahl die aus dem Dorf stammenden Menschen beträgt 3000 Menschen. Bis heute ist die Einwohnerzahl wegen Auswanderung und Todesfällen stark zurückgegangen.
Das Dorf Sati setzt sich aus den Dorfteilen Sati, Usva, Göl, Çınar, Yukarı und Aşağı zusammen. Außerdem besitzt es keine Gesundheitsstation, eine funktionierende Grundschule existiert ebenfalls nicht. Eine Trinkwasserversorgung ist vorhanden. Eine Kanalisation fehlt.